# NN-149
La carretera NN‑149 es una vía departamental secundaria del municipio de San Francisco Libre, ubicada en el departamento de Managua. Se trata de un tramo rural que conecta comunidades agrícolas del sureste del municipio.

## Trazado y cruces
| km  | Localidad / Punto  | Departamento | Conexión / Ruta           |
| --- | ------------------ | ------------ | ------------------------- |
| 0,0 | Comunidad La Ceiba | Managua      | NN 148                    |
| 3,9 | El Paraíso         | Managua      | Camino rural              |
| 7,8 | La Grecia          | Managua      | Fin de ruta departamental |

## Coordenadas
Uno de los tramos de la NN‑149 puede ser encontrado en las coordenadas: 11°59′10″N 86°07′41″O / 11.9862, -86.1280